# Emporion (revista)
Emporion: periòdic quinzenal és una revista editada per l'Ateneu Montgrí que es publicava amb periodicitat quinzenal durant els primers decennis del segle XX. Es va començar a publicar l'any 1915. El 1923, amb la dictadura de Primo de Rivera, va ser prohibida. Va reiniciar la seva publicació el 1932. El 1936, amb la Guerra Civil Espanyola, va desaparèixer. Des del 2006 es torna a editar en format digital.
El 2008 va rebre la Medalla del Montgrí. A la pàgina web de la revista es poden consultar tots els números publicats des de 1915 en format digital.

## Naixement
L'1 de gener de 1915 es va publicar el primer número del periòdic quinzenal Emporion, al municipi de Torroella de Montgrí. El diari sorgí de la fusió de la revista Mont-gris, fundada per Pere Blasi, i del diari El Montgrí, creat pel mossèn Francesc Viver i Puig. Els dos personatges anteriors varen decidir fusionar ambdues publicacions, de caràcter ideològic molt similar, per crear Emporion: periòdic quinzenal, tot sota l'edició i administració de l’Ateneu de Montgrí.
Pere Blasi va començar dirigint la revista i Francesc Viver, Eduard Viñas, Joaquim de Camps i Arboix i Prim Casadevall foren alguns dels seus principals redactors.
Al primer número hi trobem un primer apartat de presentació del diari on, el seu autor, Joaquim de Camps i Arboix, que va signar amb el pseudònim “Pons”, explica als lectors el propòsit de la fundació d’Emporion:
| «                                                                          | “Aquesta obra primera an son genre a Torroella es abans que tot una expiació per la gairebé secular miseria espiritual del nostre poble; es com un holocauste a l'esperit vivent de Catalunya una renovació de les energies ancestrals de la nostra terra. En segón terme son els continuadors del caràcter conqueridor dels nostres passats, car si ells en l'edat mitjana anaven a arrebassar del poder árab antics dominis, nosaltres anem a la conquesta de noves intel·ligencies, perdudes en les ombres de l’ignorancia i l'estulticia. Som per acabar, els obrers del positiu renaixement a casa nostra; som els que havem posat els primers fonaments, i els que irem construint, pedra sobre pedra, l'edifici de la regeneració total del nostre poble.” | » |
| — Joaquim de Camps i Arboix, Emporion: periòdic quinzenal, Número 1, Any I | |   |

## Història
La revista és de temàtica principalment cultural (teatre, poesia, festes majors) i política, de caràcter progressista, catalanista i noucentista. Té una divisió en seccions bastant irregular i molts cops son difícils d’identificar degut a la manca d’un avanttítol específic. Tant a la primera com a la segona època Emporion ha comprimit tots el seu contingut en 8 pàgines.
Cada portada conté el nom de la revista amb lletres majúscules “EMPORION” centrat i, a sota, les paraules “PERIÒDIC QUINZENAL” amb una mida més reduïda. A sota del títol s'esmentava el nom del lloc, Torroella de Montgrí, i la data de publicació. A la banda esquerra del títol, segons un ordre de dalt a baix, s'especificava el preu i el número de la publicació i a la banda esquerra apareixia el text “Redacció i administració: Ateneu Montgrí” i s'especificava l’any numerat segons la cronologia de publicacions (per exemple: Any V).
El 28 juliol del 1918 Emporion pateix el primer canvi en la disposició dels elements anomenats anteriorment: a banda i banda del títol s'intercanvien en l’ordre de dalt a baix.
En el renaixement de la revista, el 10 de gener de 1932, canvia aquest cop la font en la que s'escriu el títol i, en aquest primer número a sota del títol posa “Periòdic Bimensual” (en els propers números torna a anomenar-se “Periòdic Quinzenal”). Entre el títol i la data de publicació s'inclou el preu de la revista i, a banda i banda, d’esquerra a dreta respectivament, la numeració de l’any, aquest cop amb l’època especificada (per exemple: “Any III”, “Segona Època”), i el número d’exemplar publicat. Finalment, el 28 de febrer canvia per darrera vegada la font del títol tot mantenint la disposició anteriorment descrita.
| Directors                  | Pere Blasi (Primera època,1915-1923) Josep Castells (Segona època, 1932-1936)                      |
| Col·laboradors i redactors | Pere Blasi, Francesc Viver, Josep Castells, Joaquim Camps i Arboix, Eduard Viñas i Prim Casadevall |
| Productors                 | Associació Emporion i Biblioteca de Catalunya                                                      |

### Primera època
Al llarg de la primera època (1915-1923) el seu director fou el mateix fundador de l’Ateneu de Montgrí, en Pere Blasi.
En les seves publicacions es poden distingir una primera secció anomenada “De la Terra” que constava d’un article d’opinió sobre un tema d’interès de l’època, sovint seguit d'altres articles amb els títols de “Comentaris d’actualitat” i “Filosofies”, la majoria dels quals acabaven signats amb un pseudònim. Tot seguit, hi havia una secció titulada “Ecos” que oferia comentaris anònims de gent del poble o gent especialitzada en certs temes d’actualitat contemporània. Més cap al final hi havia una “Secció agrícola”, una secció de “Publicacions rebudes” i una de “Notícies”, les tres força fixes i constants a tots els números. També, en alguns números, se li dedicava un espai a fer un resum de les vendes que s'havien fet al Mercat de Torroella uns dies anteriors. Altres seccions d’aparició més intermitent foren, per exemple, “Comentaris”, “Del moment” o “Folk-lore”.
D’entre alguns dels seus numeros especials se’n poden destacar la publicació del 12 d’agost de 1917 amb una portada dedicada a la mort d'Enric Prat de la Riba; la del 19 de maig de 1918 que dedica la portada a Josep Massó i Ventós, guanyador dels Jocs Florals de Barcelona, i Rosa Jubert Salieti, reina de la festa, ambdós molt coneguts a Torroella de Montgrí; el número del 6 d’octubre de 1918, que fou el primer en incloure publicitat i la va mostrar a la portada; la publicació del 20 d’octubre del mateix any que incloïa un article de 9 pàgines, escrit per Josep Massó i Ventós, de la revista D’Ací d’Allà; i el número del 26 de setembre de 1920 amb una portada que anunciava la celebració del Jocs Florals al municipi de Torroella de Montgrí.
L’últim número de la primera època fou publicat el 21 d’octubre de 1923, passat per la censura militar, i tot seguit, la dictadura de Primo de Rivera va prohibir la publicació de la revista. A propòsit de la prohibició del periòdic quinzenal l’any 1928 es va publicar el Llibre de la Festa Major de Torroella de Montgrí.

### Segona època
El 10 de gener de 1932, amb la segona República espanyola, Emporion es tornà a publicar marcant l’inici de la segona època (1932-1936), tot continuant la numeració de la primera.
A més de patir canvis quant al disseny i la disposició del títol, els seus redactors ja no signaven els articles amb pseudònim. Pere Blasi va marxar a Barcelona i els seus principals col·laboradors foren Francesc Viver i Josep Castells, que va ocupar el càrrec de director. A més, la revista es va imprimir a la impremta de Prim Casadevall.
Els números publicats durant la segona època tampoc mantenien un ordre fixe de les seves seccions excepte l'última secció de “Notícies”. Cal destacar, per exemple la incorporació del títol “Lleus comentaris” de la primera secció d’articles d’opinió el 12 de març de 1933, també bastant constant. Altres seccions que també es poden trobar durant les publicacions de la segona època són “Consells útils”, “Sagetes”, “Vers i Prosa”, “Lliçons vulgars de Llengua Catalana”, “Temes de joventut”, “Agronomia Pura”, “Premsa” o “D’espectacles”.
Alguns dels seus números especials foren el publicat el 26 de juny de 1932, amb una portada dedicada a la mort d'Albert de Quintana; el numero de l’11 de setembre de 1932, amb un article a la portada “En record de Francesc Gimeno”; i el número del 29 de març de 1936 fou el primer número de tornar a passar per la censura militar.

### Final
Una setmana abans que el general Francisco Franco fes el cop d’estat, Emporion va publicar el seu últim número, el 12 de juliol de 1936. Un cop Espanya es va submergir en la Guerra Civil i en el règim franquista, i el català es va prohibir, també es van prohibir tota mena de publicacions en aquesta llengua. Així, la revista quinzenal Emporion va desaparèixer.
Tot i així, 70 anys més tard, el 6 de desembre de 2006, Emporion va renéixer en format digital, tot iniciant una tercera època que continua en l’actualitat, amb periodicitat mensual. Dos anys més tard, la revista va guanyar la Medalla de Montgrí.